# Штейн, Ричард
Ричард С. Штейн (англ. Richard S. Stein; 21 августа 1925, Фар Рокавей, Куинс — 21 июня 2021, Амхерст (Массачусетс)) — американский физик и химик, профессор Массачусетского университета в Амхерсте, академик Национальной академии наук США.

## Биография
Штейн получил степень бакалавра  в 1945 году в Бруклинском политехническом институте. В 1948 году получил степень магистра, а в 1949 году – докторскую степень по физической химии в Принстонском университете;  с 1949 по 1950 год был научным сотрудником Принстонского университета.  
Штейн начал работать в качестве доцента Массачусетского университета в Амхерсте в 1950 году и инициировал там программу исследования полимеров. Он основал Университетский научно-исследовательский институт полимеров, который затем превратился в Факультет науки и техники полимеров. Вышел на пенсию в должности почетного профессора химии. Умер 21 июля 2021 года.

## Научные интересы
Научные интересы Штейна лежали в области физической химии и  физики полимеров. В Бруклинском политехническом иинституте он провел одно из первых исследований рассеяния света молекулами полимера в растворе для определения их размера. В качестве исследования для докторской диссертации в Принстонском университете он изучал двойное лучепреломление и рентгеновкую дифракцию в полимерах, чтобы изучить соотношение между напряжением и механическими свойствами. Впоследствии он успешно применял эти методы исследования для изучения микроструктуры полимерных сетей, ориентации в твердых полимерах, термодинамика и кинетика фазовых переходов в полимерах.

## Премии и награды
- 1952 - приглашенный профессор в Киотском университете по программе Фулбрайта[3].
- 1972 - медаль Бингема Реологического общества[5].
- 1976 - премия по физике полимеров Американского физического общества[3].
- 1990 - академик Национальной академии наук[8].
- 1991 - академик Национальной инженерной академии[9].
- 1999 - Премия фон Хиппеля[нем.][10].